# Państwo marionetkowe
Państwo marionetkowe – państwo niesamodzielne, w polityce i ekonomii całkowicie zależne od innego państwa. Władze państwa marionetkowego są faktycznie wyznaczane przez państwo-hegemona.

## Historyczne państwa marionetkowe
| Państwo marionetkowe      | Zależne od      | Czas      |
| ------------------------- | --------------- | --------- |
| Ukraińska SRR             | Rosyjskiej FSRR | 1919–1922 |
| Litwa Środkowa            | Polski          | 1920–1922 |
| Tannu-Tuwa                | ZSRR            | 1921–1944 |
| Mandżukuo                 | Japonii         | 1932–1945 |
| Mengjiang                 | Japonii         | 1936–1945 |
| Państwo Birma             | Japonii         | 1943–1945 |
| Protektorat Czech i Moraw | III Rzeszy      | 1939–1945 |
| Republika Słowacka        | III Rzeszy      | 1939–1945 |
| Chorwacja (NDH)           | III Rzeszy      | 1941–1945 |
| Serbia Nedicia            | III Rzeszy      | 1941–1944 |
| Królestwo Albanii         | III Rzeszy      | 1943–1944 |
| Włoska Republika Socjalna | III Rzeszy      | 1943–1945 |
| Cesarstwo Wietnamu        | Japonii         | 1945      |
| Górski Karabach           | Armenii         | 1991–2023 |
| Krym                      | Rosji           | 2014      |
| Doniecka Republika Ludowa | Rosji           | 2014–2022 |
| Ługańska Republika Ludowa | Rosji           | 2014–2022 |

## Istniejące państwa marionetkowe
- Abchazja – państwo zależne od Federacji Rosyjskiej[2][3][4][5][6][7]; z istniejącą opozycją[8], przez część ekspertów i opinii publicznej uznawane za częściowo samorządne[9]
- Osetia Południowa – państwo zależne od Federacji Rosyjskiej[10][2][4][11][6][7]
- Naddniestrze – państwo zależne od Federacji Rosyjskiej[12][13][14][15][7]; faktycznie nie istnieje w nim pluralizm polityczny[16], przez część ekspertów i opinii publicznej uznawane za częściowo samorządne[17][18] (czasami nazywane państwem satelickim[19])